# Джон Елвін Андерсон
Джон Елвін Андерсон (англ. John Alvin Anderson; 25 березня 1869 — 26 червня 1948) — американський фотограф шведського походження. Відомий знімками індіанців сіу в індіанській резервації Роузбад у Південній Дакоті, які він зробив з 1885 по 1930 роки. Багато його робіт виставлені в Історичному товаристві штату Небраска в Лінкольні, штат Небраска .

## Раннє життя
Андерсон був шостою дитиною в родині Андерса Саломона Габріельссона та Анни-Беати Магнусдоттер. Сім'я займалася фермерством поблизу Фалькенберга, в Галланді (Швеція). Габріельссон провів деякий час у Сполучених Штатах у 1869 році, заробляючи гроші, щоб відправити їх додому, а в травні наступного року, невдовзі після народження Андерсона, вся родина емігрувала до Пенсільванії. Магнусдоттер померла в 1876 році, і її овдовілий чоловік у 1883 році перевіз сім'ю до штату Небраска, де була велика скандинавська діаспора

## Життя і творчість

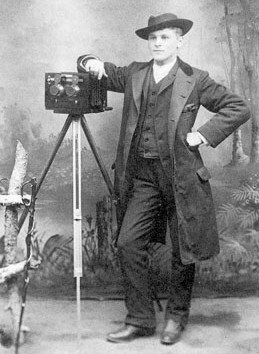
Андерсон з камерою

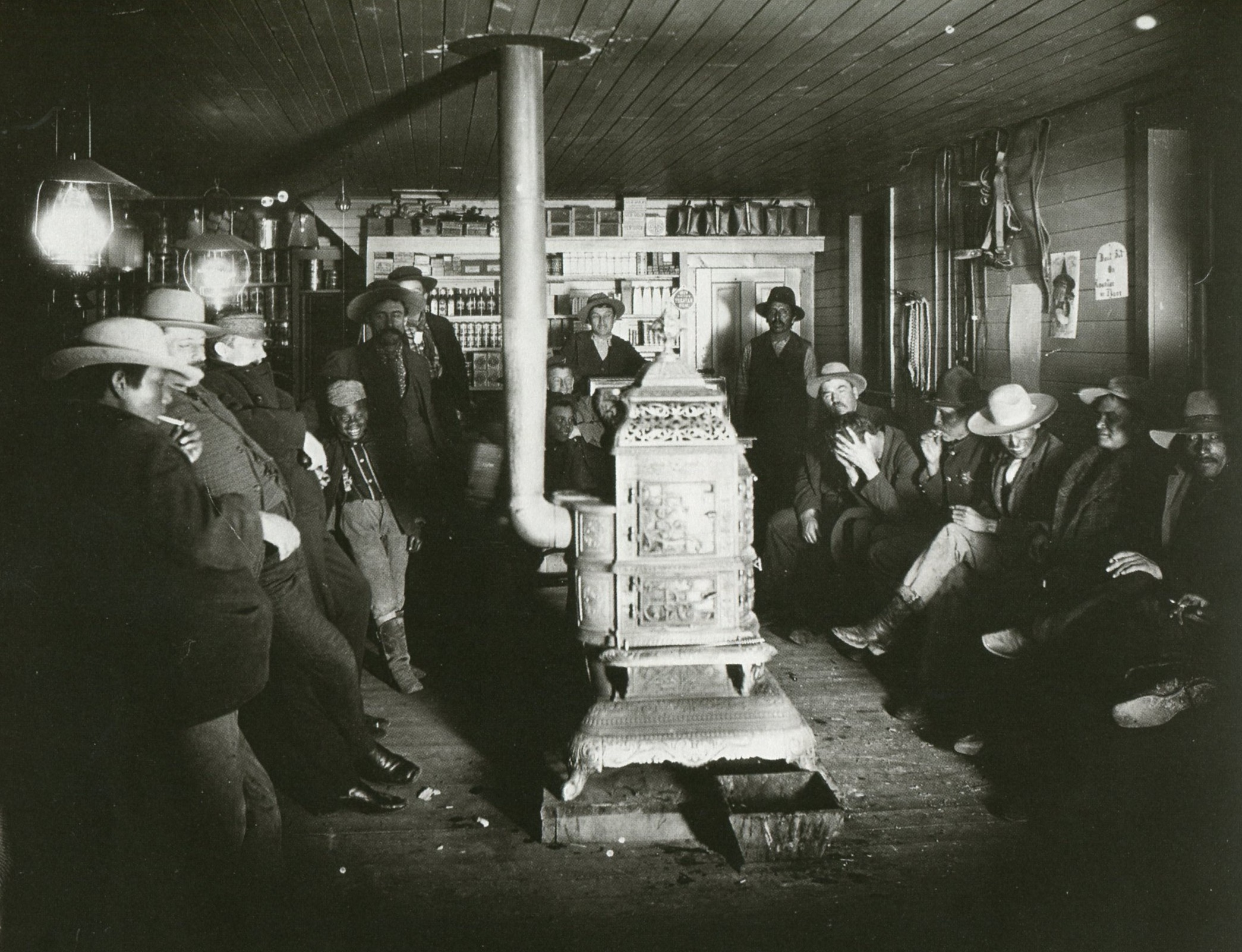
Торгова станція Чарльза Джордана, 1893 рік

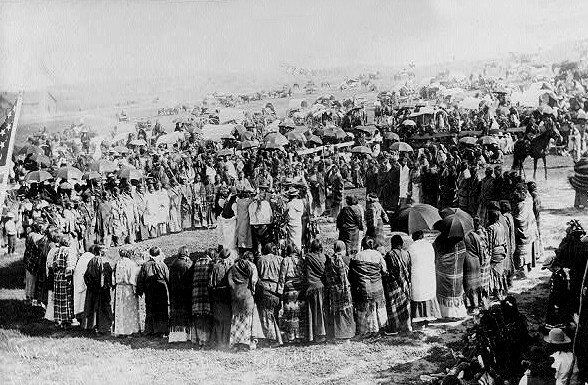
«Танець скво в Rosebud Agency»

Андерсон працював теслею і витратив значну частину свого доходу на камеру Premo View, високоякісного бренду на той час. Його перші фотографії датуються приблизно 1880 роком. Він допомагав відомому фотографу Вільяму Річарду Кросу (1839—1907) робити фотографії солдатів у форті Ніобрара.
Андерсон зблизився з представниками племені сіу під час перебування в Небрасці та сусідній Південній Дакоті, тому в 1889 році генерал Джордж Крук попросив його працювати офіційним фотографом під час переговорів між штатом і корінними американцями. Результатом цих переговорів стало створення індіанської резервації Роузбад. Наступного року Андерсон випустив свою першу книгу фотографій «Серед Сіу» (Among the Sioux).
Окрім своєї ролі фотографа, Андерсон працював посередником між державою та сіу. Протягом свого часу він накопичив різні індійські мистецтва та ремесла, включаючи вази, зброю та коштовності. У 1890-х роках він став співвласником і поштаєром торгової станції, якою керував індійський агент Чарльз Філандер Джордан (1856—1924) у резервації Роузбад. Андерсон протягом 45-річного періоду між 1885 і 1930 роками задокументував і сфотографував сіу, включаючи членів найвпливовіших племінних родин. Фотографії Андерсона включали зображення таких вождів і шаманів як Пес, Дурний Бик, Залізна Оболонка і Вороняча Собака.
Пожежа 1928 року частково знищила фотографії Андерсона, але того року також побачила світ його друга книга фотографій «Самоцвіти пам'яті сіу» (Sioux Memory Gems), над якою йому допомагала його дружина Міртл. Він і його дружина переїхали в Рапід-Сіті в 1937 році, протягом декількох років він був куратором Музею індіанців сіу. Після смерті Андерсона дружина продала його фотографії приватному колекціонеру за сто доларів. Зрештою їх передали Історичному товариству штату Небраска . Деякі з фотографій Андерсона також виставлені в Музеї індіанців Сіу в Рапід-Сіті.

## Особисте життя
У 1895 році він одружився з Міртл Міллер (1870—1961), і в 1897 році народився син Гарольд

## Вибрані фотографії

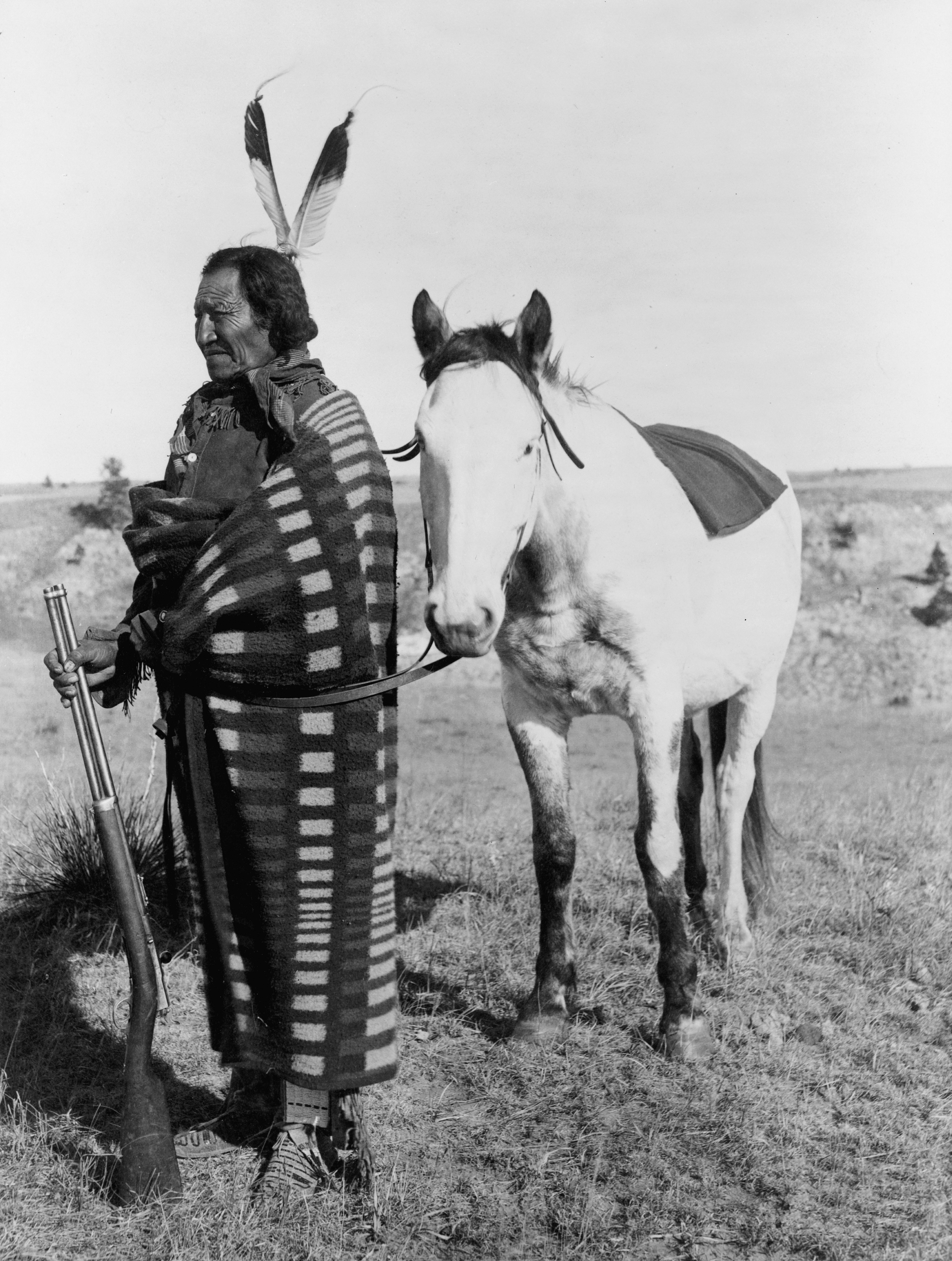
Вождь Воронячий Собака, 1898 рік
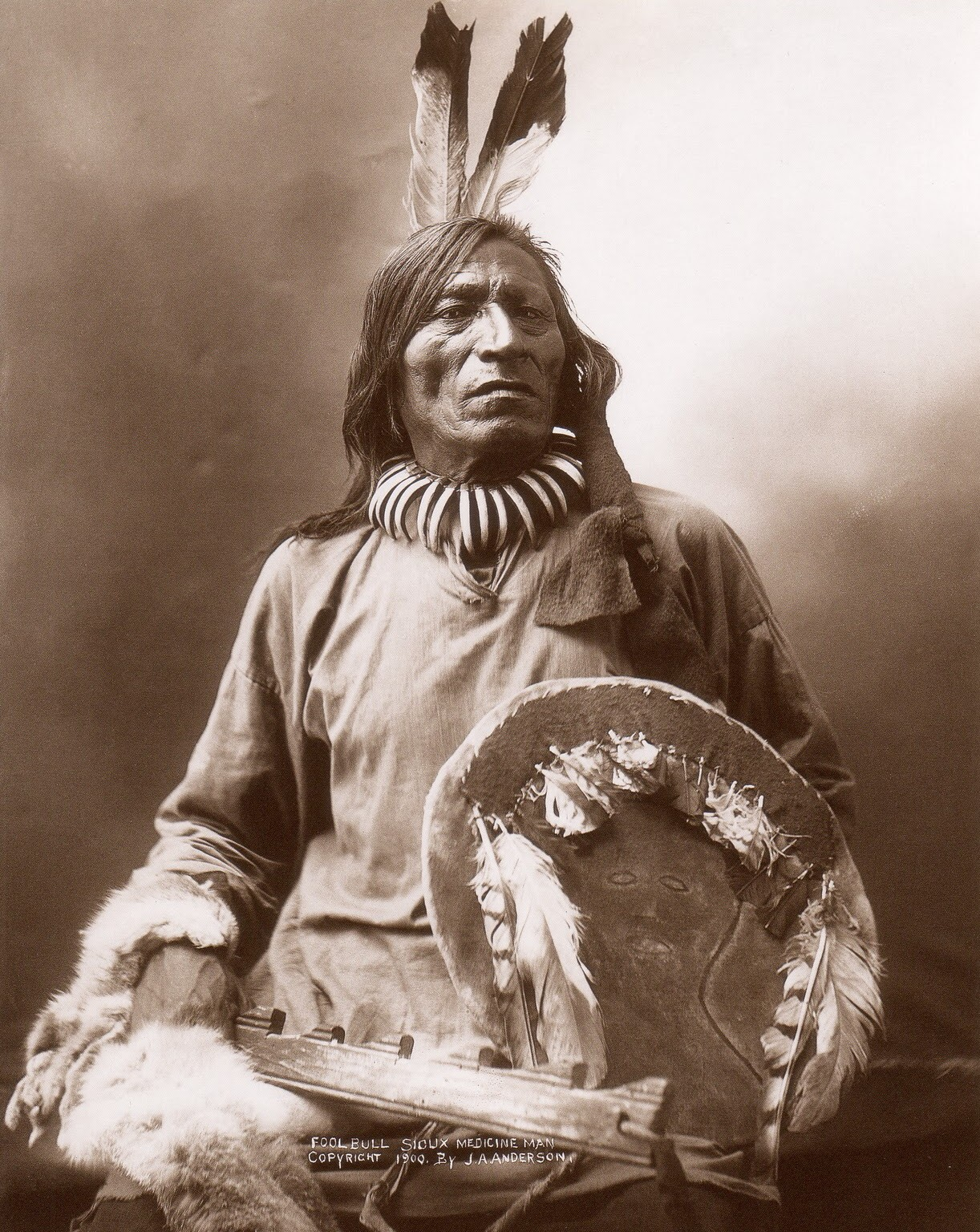
Шаман Дурний Бик
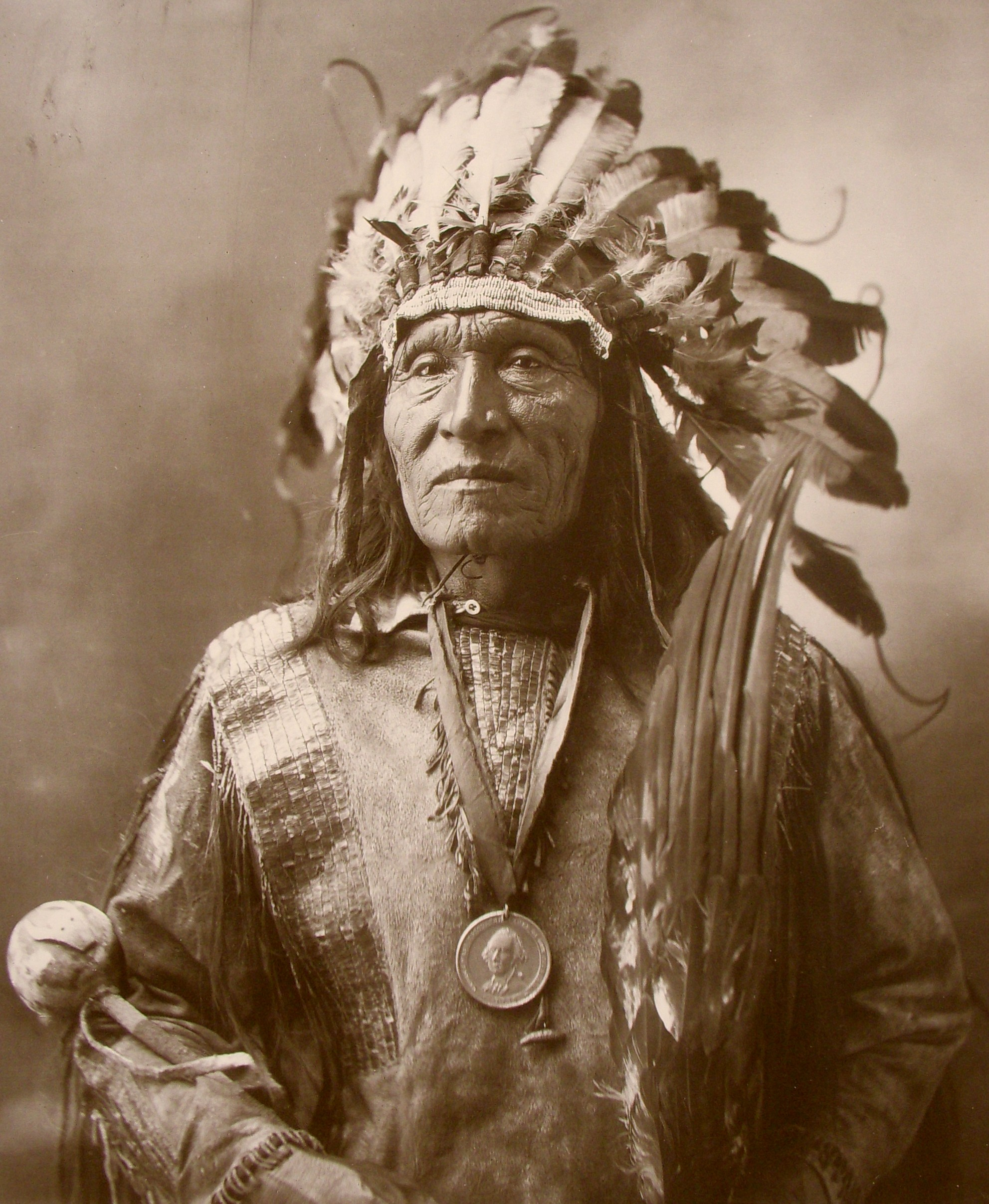
Вождь Пес
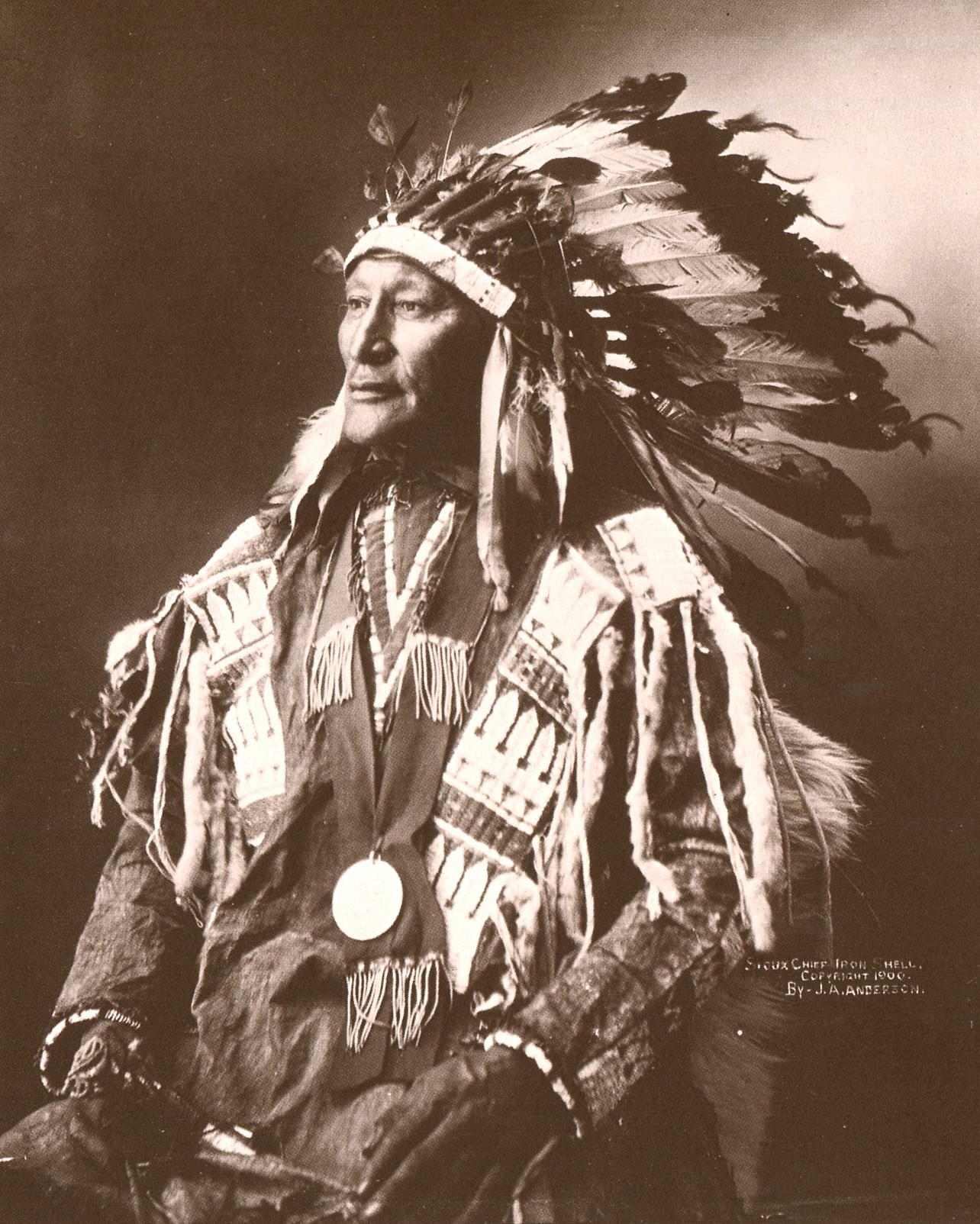
Вождь Залізна Оболонка
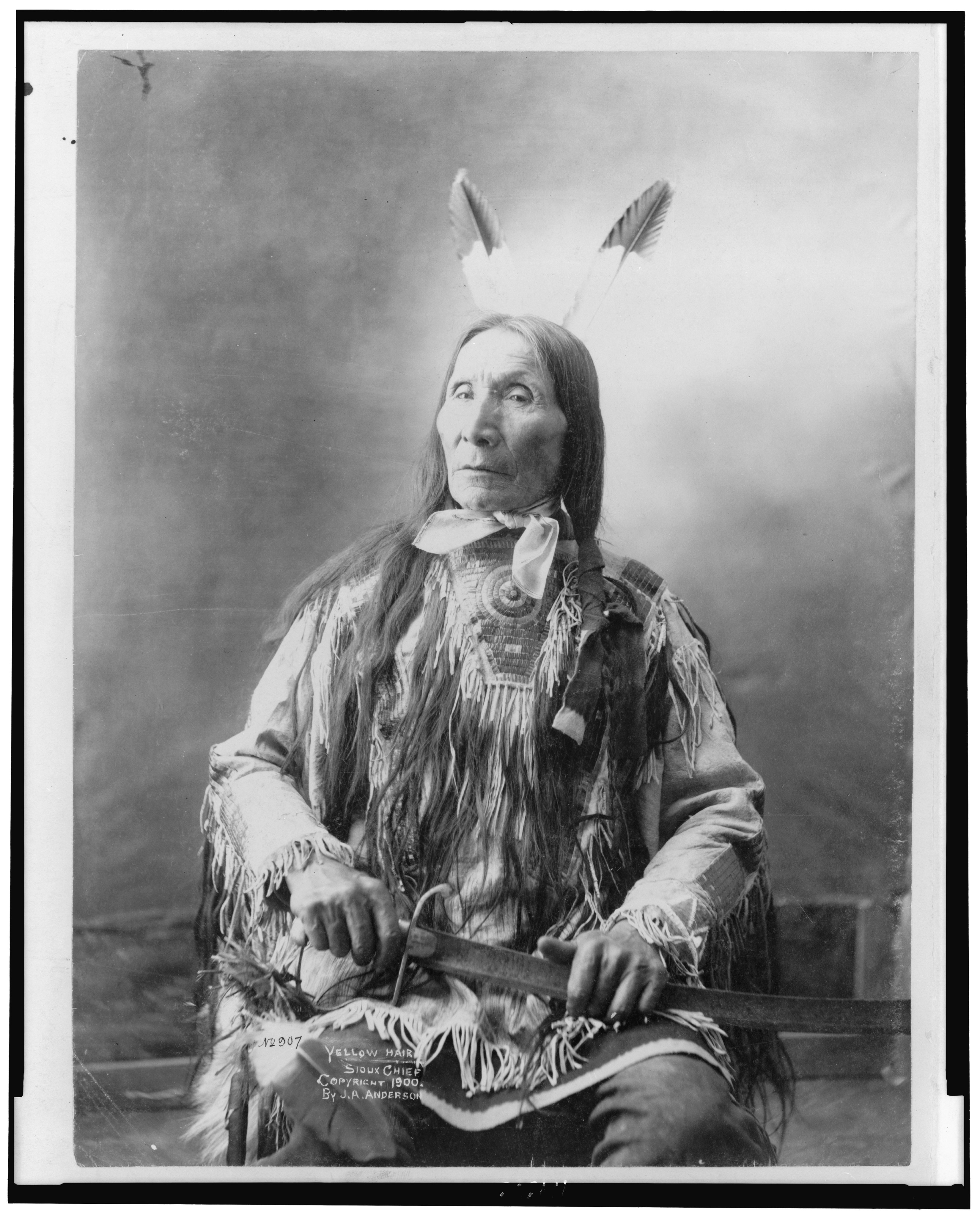
Вождь Жовте Волосся
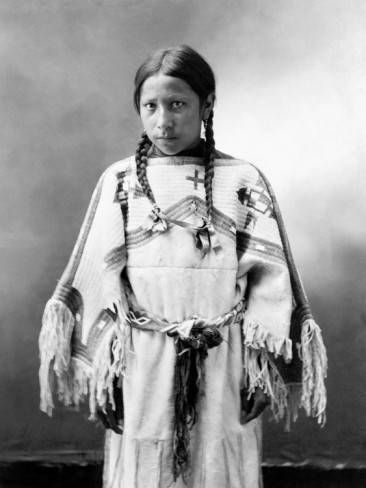
Дівчинка сіу
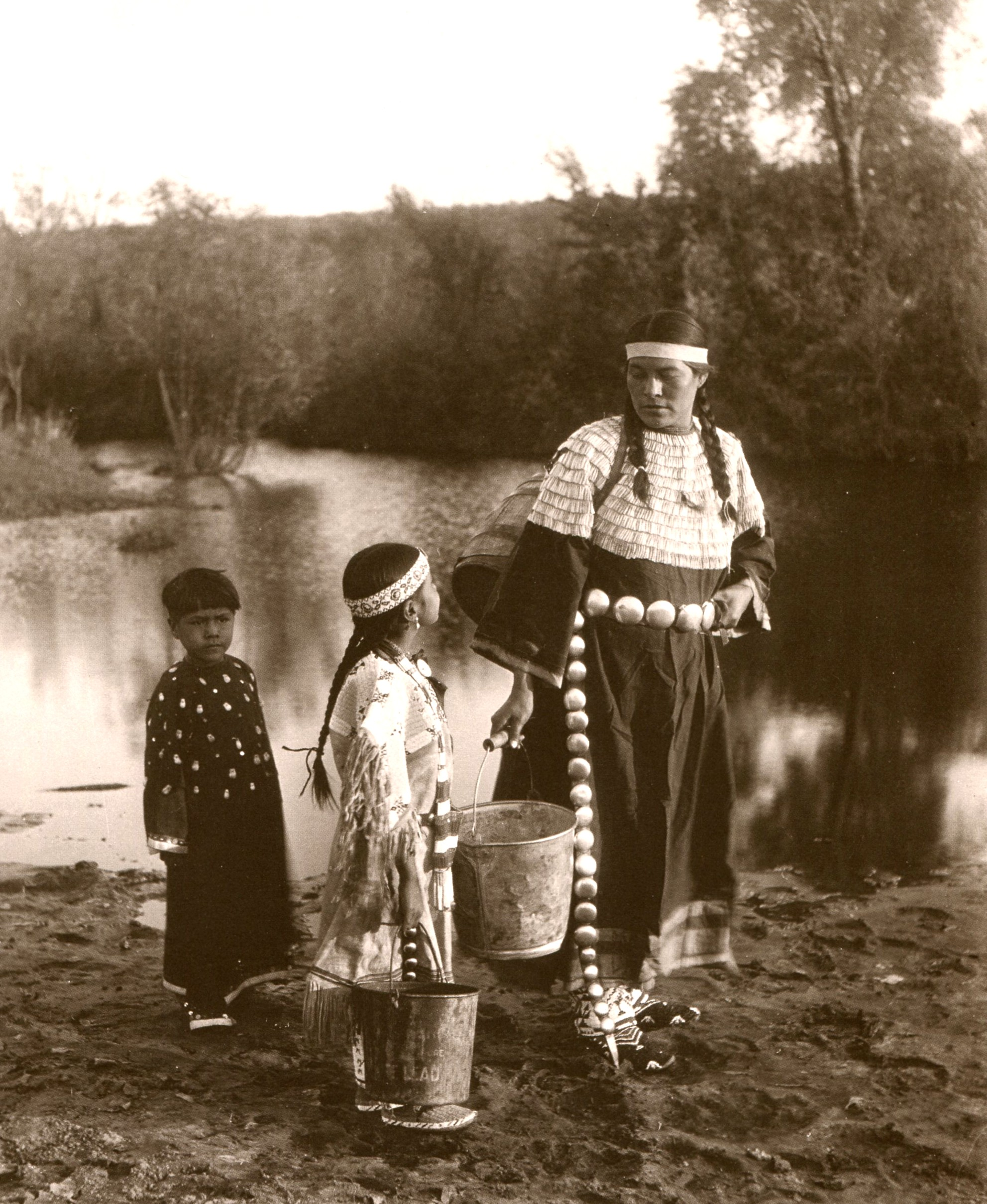
Жінка сіу з дітьми